# Абабде
Абабде (араб. عبابدة) — кочівна етнічна група, що живе на півдні Єгипту та півночі Судану між Нілом та Червоним морем. Європейські джерела описують абабде як плем'я народу беджа, яке перейшло на арабську мову. Проте, самі абабде не вважають себе беджа і немає жодних доказів того, що вони історично розмовляли мовою беджа, а не арабською.

## Спосіб життя

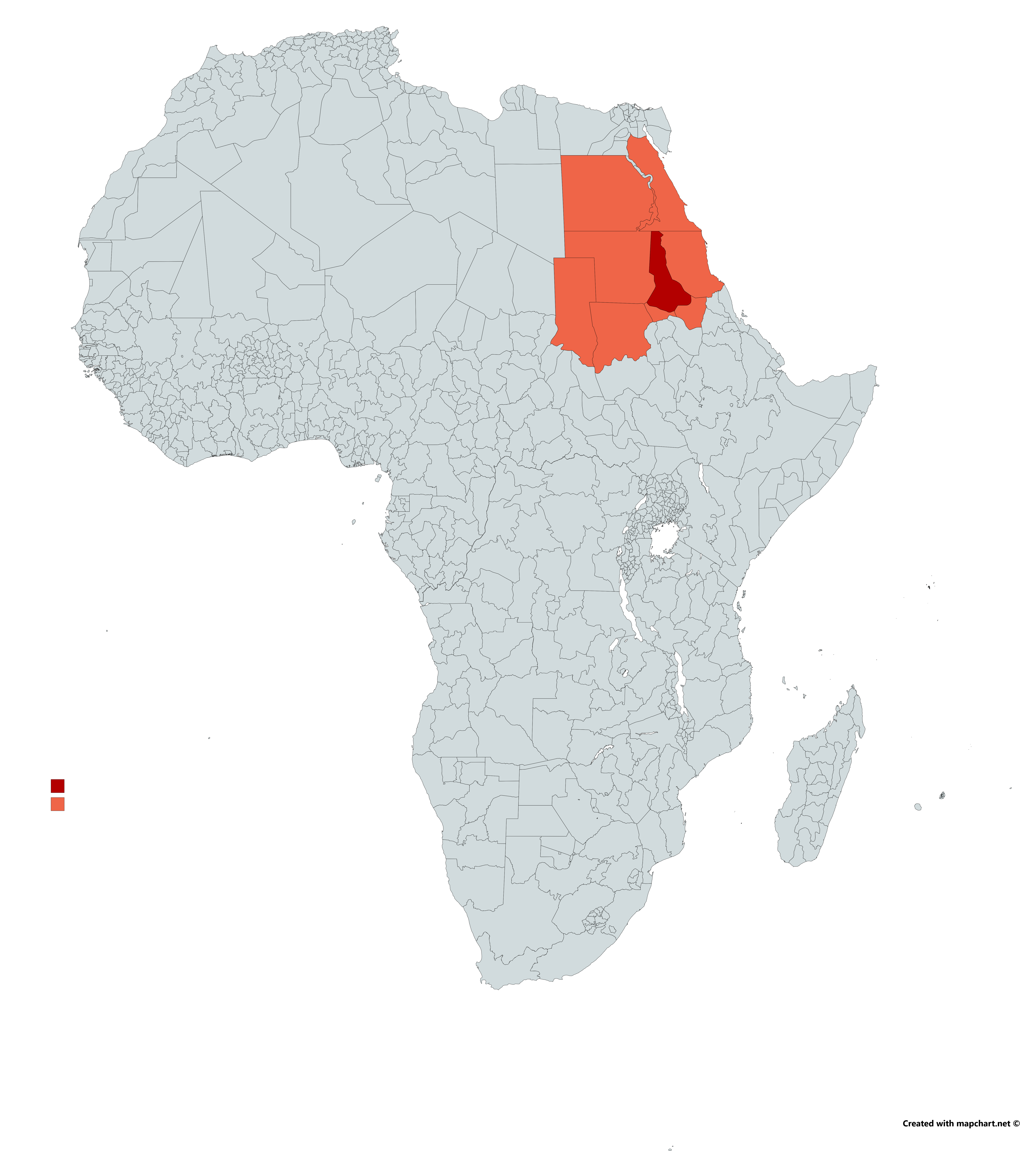
Мапа поширення абабде

Абабде споконвіку живуть у Нубійській пустелі. Займаються скотарством. Розводять верблюдів, овець та кіз. У долинах, де є волога, можуть вирощувати сорго. У давнину займались торгівлею, організовуючи каравани між Сеннаром та Єгиптом. Традиційне житло — мобільний квадратний намет, зроблений з верблюдячої шерсті. Основою раціону є верблюдяче молоко та м'ясо овець та кіз.
Абабде поділяються на 4 роди: Ашабаб, Мелекас, Саватір и Фукара. Кожним родом править шейх, якого обирають довічно. Вони сповідують сунізм, але їхнє вірування містить багато доісламських елементів.

## Походження
Деякі історики припускають, що абабде є нащадками нубійських троглодитів, про яких згадував Пліній Старший у I столітті н. е. Також абабде виводять від блеммій — нубійського племені, яке описували давньоримські історики та існувало у III ст. до н. е. — VI ст. н. е.

## Галерея

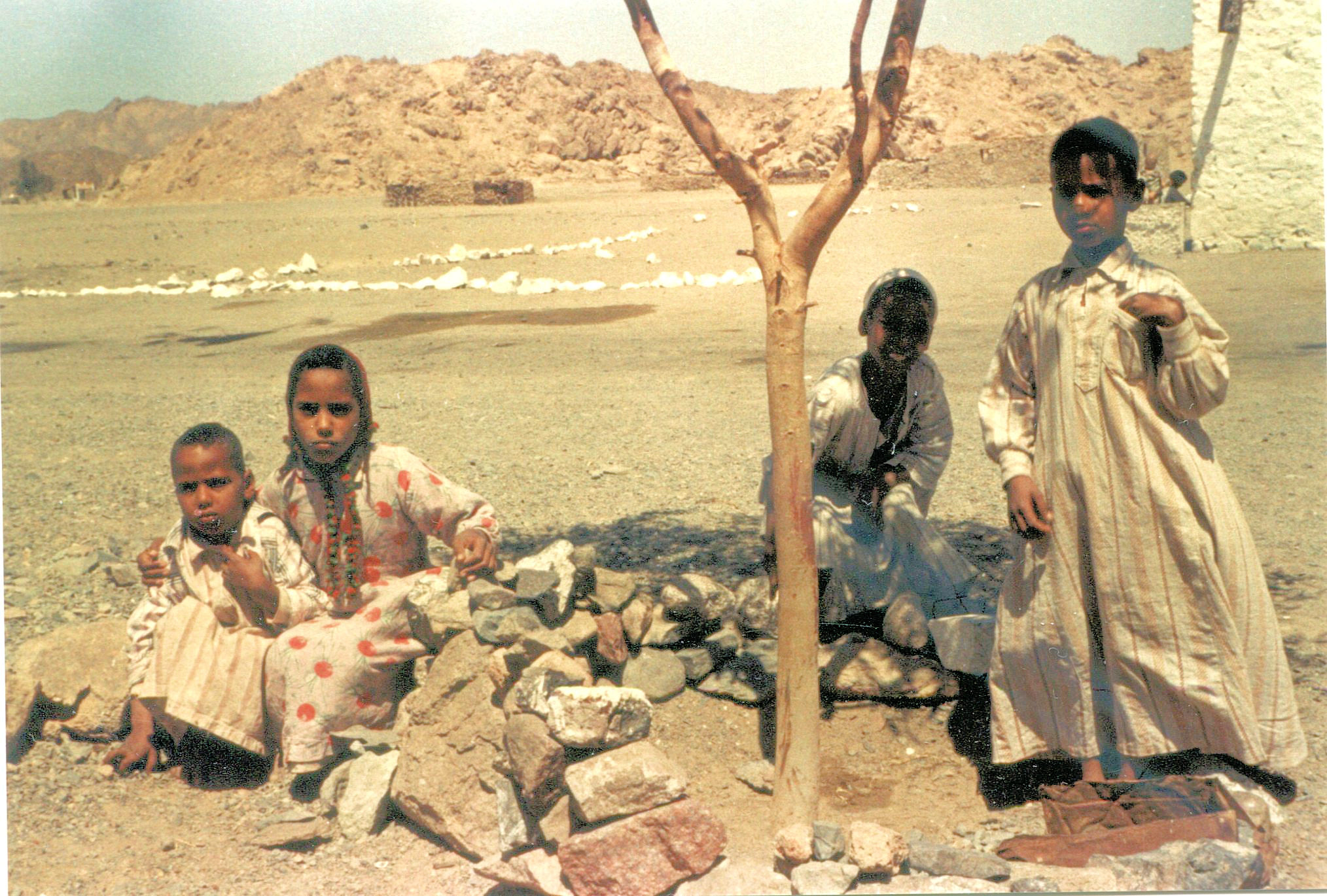
Абабде у Ваді-Гаміс, фото 1961 року
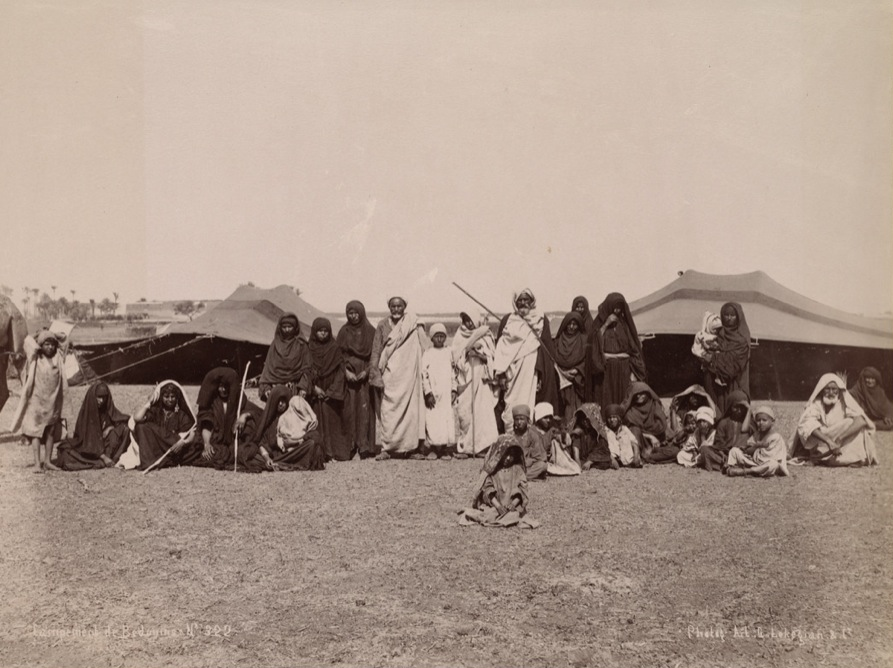
Табір кочівників абабде
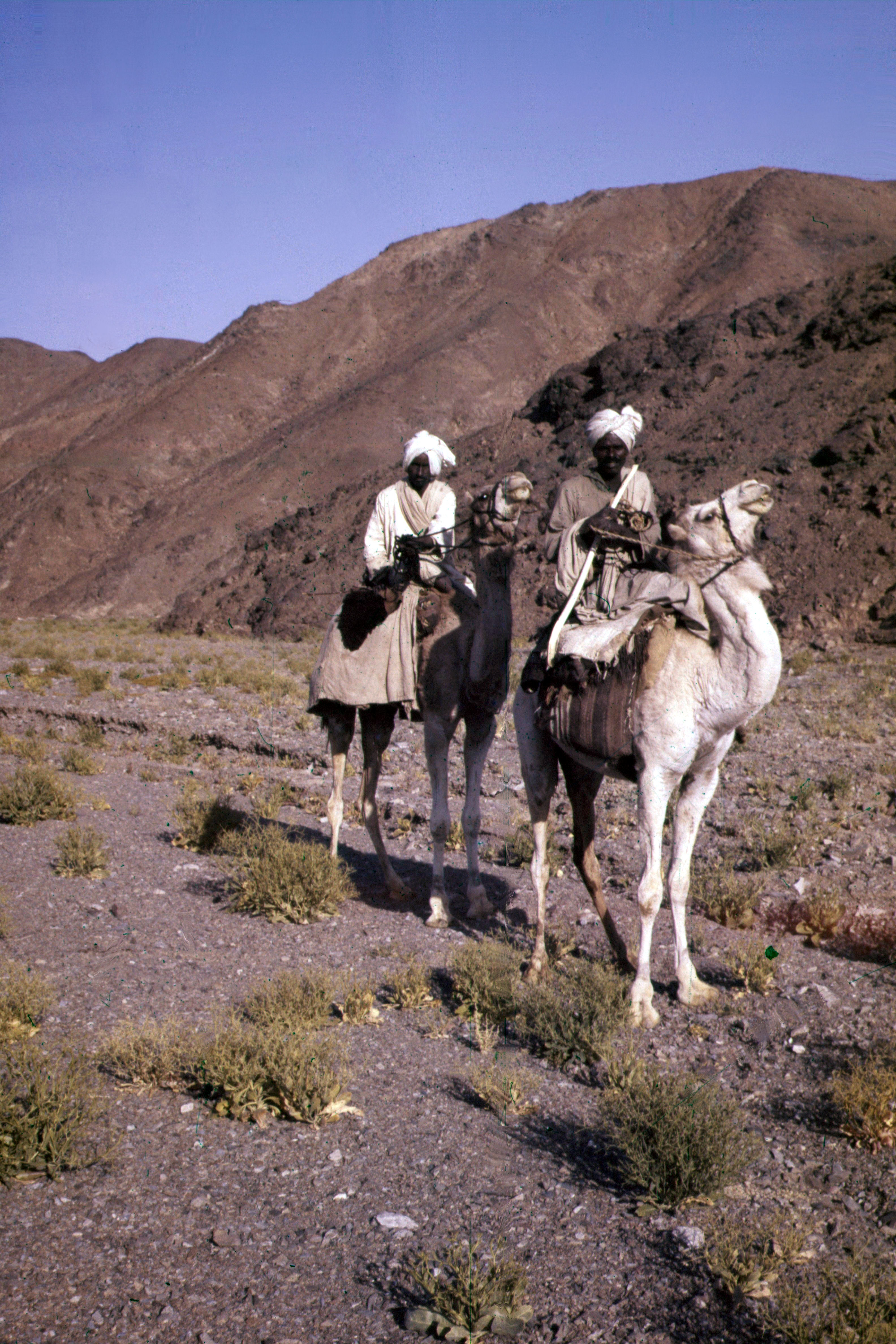
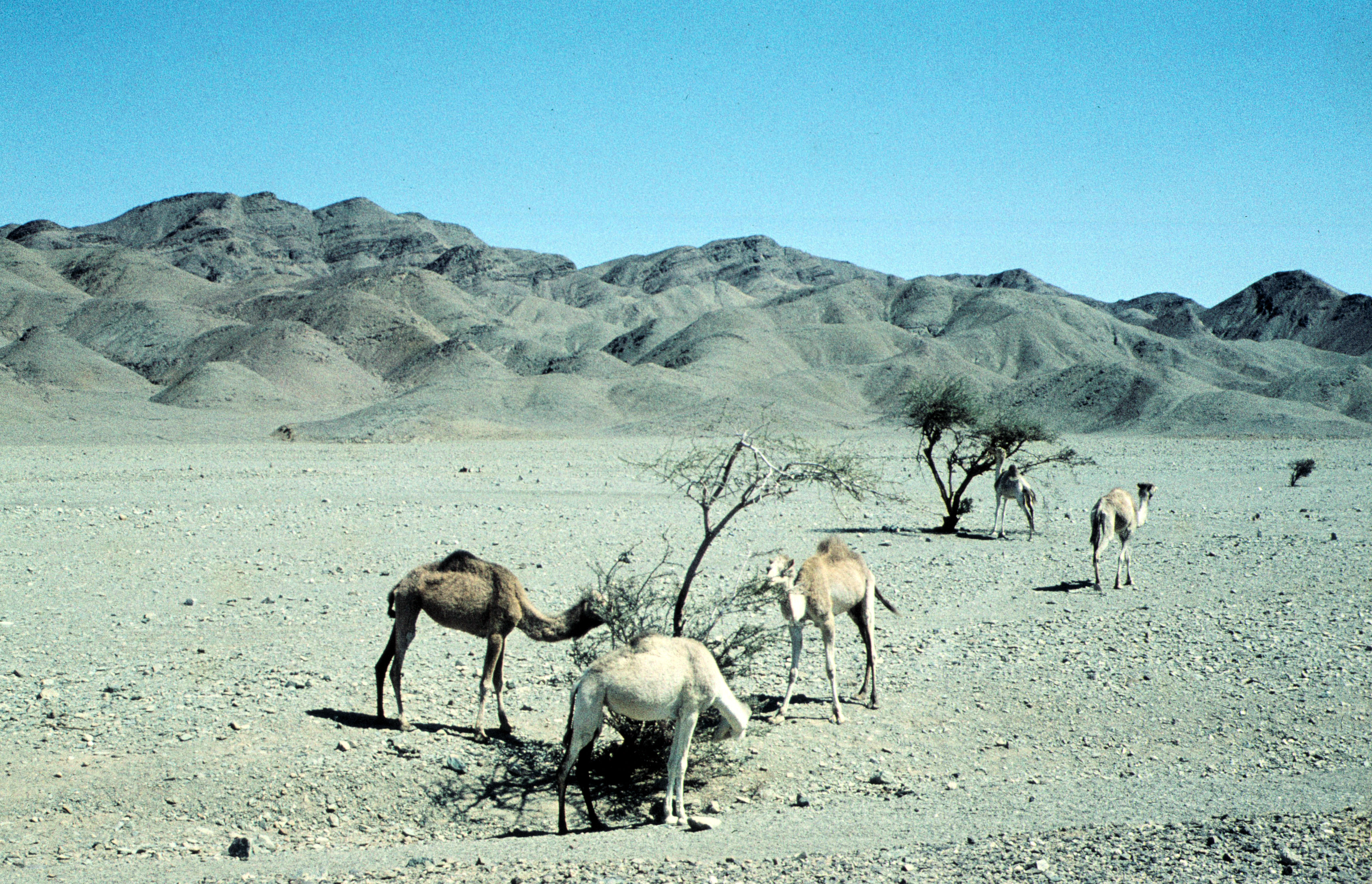
Верблюди абабде
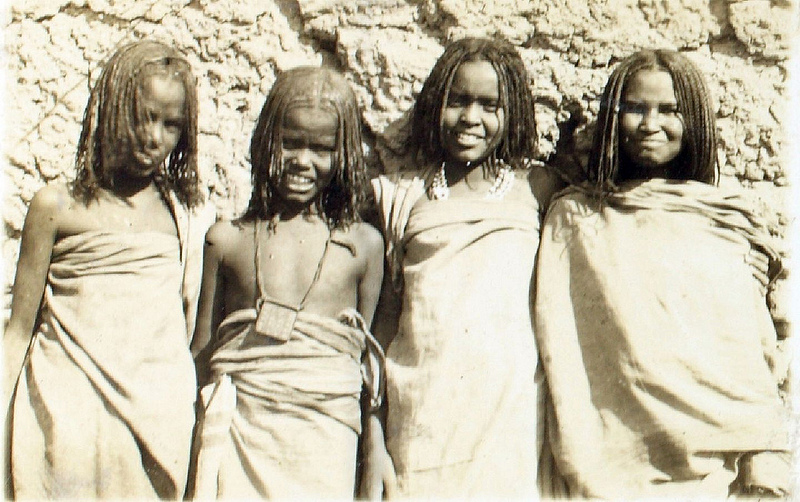